# CRAZY GONNA CRAZY
「CRAZY GONNA CRAZY」（クレイジー・ゴナ・クレイジー）は、1995年1月1日にavex traxよりリリースされたtrfの8枚目のシングル。

## 解説
関西テレビ制作・フジテレビ系ドラマ『我慢できない!』の主題歌に起用された。
サビ終わりの部分で「masquerade」のメロディーが入ってくる箇所がある。小室は「製作段階ではジャングル風の曲調にする予定だった」と語っている。
小室が宿泊するホテルの部屋にレコーディングが可能な程のプリプロダクション用機材が持ち込まれた。trfのコンサート準備と多方面のプロジェクトのレコーディングと同時進行、というタイトなスケジュールを縫いながら制作された。

## 記録
現時点でtrfで最も売れたシングル (累計売上枚数、158万枚・オリコン調べ)
3ヶ月連続リリース第1弾。

## その他
2012年8月8日にフジテレビ系列で放送された『FNSうたの夏まつり2012』ではTRF×AAA×小室がコラボレーションし同曲を披露した。

## 再発売
2006年11月29日12cmシングル廉価版として再発。

## 収録曲
作詞・作曲・編曲：TETSUYA KOMURO、Mix(1) & Remix(2・3): Pete Hammond & Steve Hammond
1. CRAZY GONNA CRAZY [RADIO MIX]
2. CRAZY GONNA CRAZY [DISCO MIX]
3. CRAZY GONNA CRAZY [EUROBEAT MIX]

## 収録アルバム
- 『dAnce to positive』
※ 記載されていないがリアレンジを施して収録
- 『WORKS -THE BEST OF TRF-』
- 『TRF 15th Anniversary BEST -MEMORIES-』
- 『TRF 20TH Anniversary COMPLETE SINGLE BEST』
- 『BEST SINGLE Collection × EZ DO DANCERCIZE』

## Prizmmy☆によるカバー
Prizmmy☆の「CRAZY GONNA CRAZY」は、9枚目のシングルとして、avex entertainmentから発売された。

### 収録曲
| 全作詞・作曲: 小室哲哉、全編曲: Michitomo。 |                                    |          |            |      |
| #                                           | タイトル                           | 作詞     | 作曲・編曲 | 時間 |
| 1.                                          | 「CRAZY GONNA CRAZY」              | 小室哲哉 | 小室哲哉   | 5:45 |
| 2.                                          | 「CRAZY GONNA CRAZY -Funkot Mix-」 | 小室哲哉 | 小室哲哉   | 5:38 |
| 3.                                          | 「CRAZY GONNA CRAZY」(inst.)       | 小室哲哉 | 小室哲哉   | 5:44 |
| 合計時間:                                   | 合計時間:                          | 17:07    |            |      |

| #  | タイトル                                    | 作詞 | 作曲・編曲 |
| -- | ------------------------------------------- | ---- | ---------- |
| 1. | 「CRAZY GONNA CRAZY」(ミュージッククリップ) |      |            |
| 2. | 「CRAZY GONNA CRAZY」(ダンスマスターver.)   |      |            |
| 3. | 「Prizmmy☆Let's!Dance!CRAZY GONNA CRAZY!!」 |      |            |

| #  | タイトル                                                                                  | 作詞 | 作曲・編曲 |
| -- | ----------------------------------------------------------------------------------------- | ---- | ---------- |
| 1. | 「CRAZY GONNA CRAZY」(ミュージッククリップ)                                               |      |            |
| 2. | 「CRAZY GONNA CRAZY」(ダンスマスターver.)                                                 |      |            |
| 3. | 「Prizmmy☆がサビの振り付けをていねいにレクチャー! 「Let's! Dance! CRAZY GONNA CRAZY!!」」 |      |            |

### タイアップ
| # | 曲名                  | タイアップ                                                                 | 出典 |
| - | --------------------- | -------------------------------------------------------------------------- | ---- |
| 1 | 「CRAZY GONNA CRAZY」 | テレビ東京系アニメ『プリティーリズム・レインボーライブ』オープニングテーマ |      |

## その他によるカバー

### 2006年
- avex trax所属のAAAによってカバーされ、TRFのアルバム『Lif-e-Motions』、AAAのカバーアルバム『CCC -CHALLENGE COVER COLLECTION-』に収録された。

### 2010年
- 広瀬香美によってカバーされ、広瀬香美のアルバム『DRAMA Songs』に収録された。

### 2011年
- AAAによって新バージョンのカバーが行われ、AAAのシングル「CALL/I4U」のジャケットCに収録された。

### 2012年
- avex trax所属のDream5によってカバーされ、Dream5のシングル「シェキメキ!」に収録された。

### 2013年
- Darwin Record所属のaccessによってカバーされ、TRFのトリビュートアルバム『TRIBUTE ALBUM BEST』に収録された。

### 2016年
- avex traxから発売されたライブアイドルのコンピレーション・アルバムEXA IDOL COMPLEX〜Super duper!にて原宿物語によってカバーされた。

### 2017年
- テレビアニメ『プリティーリズム・レインボーライブ』のスピンオフ劇場アニメ『KING OF PRISM -PRIDE the HERO-』の劇中歌として使用され、登場キャラクターの一条シン (声 - 寺島惇太)・如月ルヰ (声 - 蒼井翔太) によってカバーされた[6]。

### 2018年
- テレビアニメ『アニマエール!』の劇中歌として使用され、YURiKAによってカバーされた[7]。

### 2020年
- ゲーム「アイドルマスター シンデレラガールズ スターライトステージ」内で配信される楽曲「TRF×CG -DJKOO Mix-」より、藤本里奈（CV:金子真由美）によってカバーされた。8月21日配信開始。同年9月26日より単体配信。

## その他の楽曲の利用
- Jリーグの川崎フロンターレの試合で、ホームアウェー関係なくフロンターレがリードした状況下で後半ロスタイムの最終盤に差し掛かった時、サビにあたる部分を勝利の凱歌としてファンやサポーターが歌う『アバンテ川崎』として使われている。
- 2017年2月に、広島県呉市の公式キャラクター「呉氏」制定に合わせ、公式動画に替え歌「呉ー市ー GONNA 呉ー市ー」が採用された[8][9]。